# Dorset

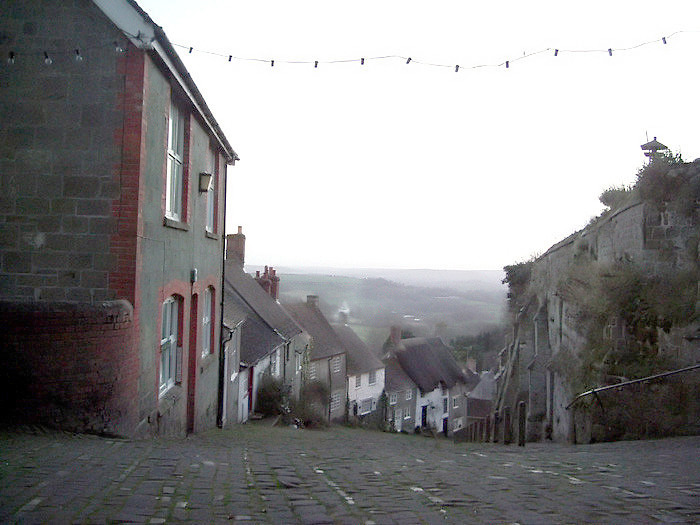
Gold Hill, famosa rua em Shaftesbury

Dorset (anteriormente chamado Dorsetshire) é um condado situado no sudoeste da Inglaterra, na costa do Canal da Mancha. Tem cerca de 80 km de leste a oeste e 65 km de norte a sul, com uma área total de 2653 km². A sua capital é Dorchester, uma cidade de 16 000 habitantes no sul do condado. Bournemouth é uma cidade (o maior assentamento) do condado de Dorset. Foi nessa cidade que surgiu a banda de Rock Progressivo King Crimson.

## Toponímia
Dorset deriva seu nome da cidade do condado de Dorchester. Os romanos estabeleceram o assentamento no século I e chamaram-no Durnovaria, que era uma versão latinizada de uma palavra brittônica comum, possivelmente significando "lugar com seixos do tamanho de um punho". Os saxões chamaram a cidade de Dornwaraceaster (o sufixo -ceaster sendo o antigo nome inglês para uma "cidade romana"; cf. Exeter e Gloucester) e Dornsæte passou a ser usado como o nome para os habitantes da área de Dorn (uma forma reduzida de Dornwaraceaster) e a palavra do inglês antigo sæte (que significa "povo"). É mencionado pela primeira vez na Crônica Anglo-Saxônica em 845 DC e no século X o nome arcaico do condado, Dorseteschyre (Dorsetshire), foi registrado pela primeira vez.

## Geografia
Parte da costa de Dorset forma o Costa Jurássica, a Costa Jurássica consiste de penhascos dos períodos Triássico, Jurássico e Cretáceo, documentando 180 milhões de anos de história geológica.

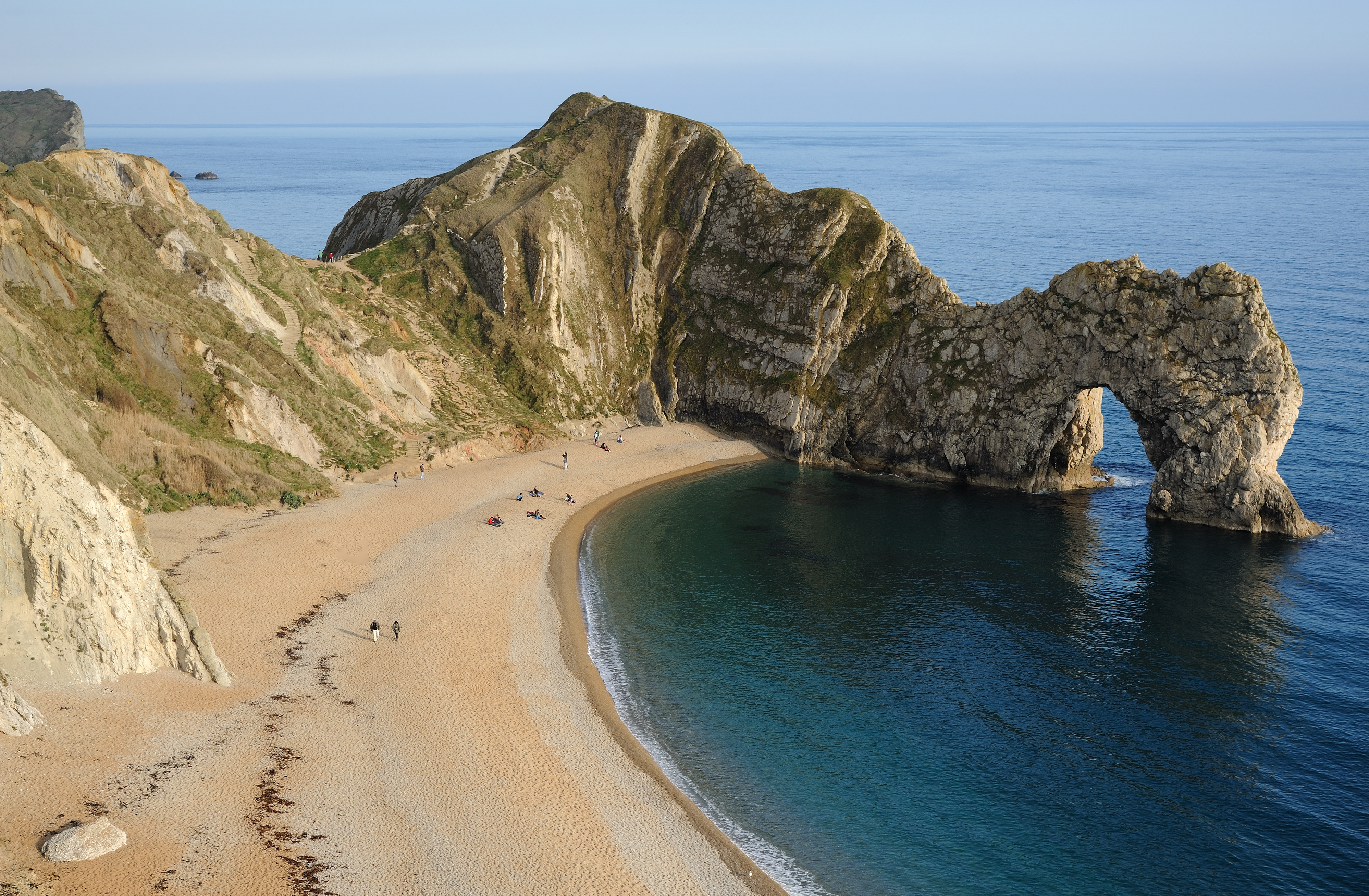
Durdle Door, um arco natural perto Lulworth Cove